# Jean Charlet-Straton
Jean-Estéril Charlet-Straton, nato Charlet (Argentière, 18 febbraio 1840 – La Roche-sur-Foron, 1918), è stato un alpinista francese, noto in particolare per aver compiuto, insieme alla sua futura moglie Isabella Charlet-Straton, la prima scalata invernale della vetta del Monte Bianco nel 1876 e, insieme a Prosper Payot e Frédéric Folliguet, la prima ascensione assoluta del Petit Dru nel 1879.

## Biografia
Jean-Estéril Charlet naqcue a Argentière, frazione del comune di Chamonix, il 18 febbraio 1840.
Iniziò tardi la carriera come alpinista: lavorò dapprima come pastore, come falegname e come portatore e solo nel 1871, a 31 anni, compì insieme al collega guida Joseph Simond e alle loro due clienti, le scalatrici britanniche Emmeline Lewis Lloyd e Isabella Straton la prima scalata della Aiguille du Moine, vetta di 3412 metri del Massiccio del Monte Bianco.
Negli anni successivi portò a termine numerose altre scalate insieme a Isabella Straton: l'Aiguille du Midi, l'Aiguille de Blaitière, i Dents du Midi e il Monte Dom. Nel 1875 compirono la prima ascesa ad una vetta di 3761 metri dell'Aiguille de Triolet che Charlet battezzò Punta Isabella in onore della sua compagna di scalata.
Il 31 gennaio 1876 Charlet insieme a Isabella Straton e a Sylvain Coutter compì la prima scalata invernale alla vetta del Monte Bianco. Nel novembre dello stesso anno, nonostante la diversità di classe sociale - lei era una ricca ereditiera mentre lui un uomo di umili origini - Jean-Estéril Charlet e Isabella Straton si sposarono decidendo di adottare entrambi il cognome Charlet-Straton, e si stabilirono a Argentière. Ebbero due figli, che incoraggiarono a dedicarsi all'arrampicata: uno di essi scalò il Monte Bianco all'età di tredici anni e l'altro, Robert, raggiunse la vetta a undici anni in compagnia del padre il 7 settembre 1889. Robert morì nel 1915 durante la prima guerra mondiale.
Nel 1876 Charlet fece un primo tentativo in solitario di scalata al Petit Dru, non riuscendo però a completarla. Durante la discesa sperimentò una tecnica di discesa in corda doppia ispirata a quella sperimentata da Edward Whymper durante la sua scalata al Cervino.

Il 29 agosto 1879 Charlet, Prosper Payot e Frédéric Folliguet riuscirono finalmente a raggiungere la vetta del Petit Dru e a piantarvi una bandiera. Dal momento che la vetta è visibile da Chamonix le fasi finali del loro tentativo poterono essere seguite dagli abitanti del paese con l'aiuto di binocoli.

## Prime ascensioni
- 1871 - Aiguille du Moine (3412 m, massiccio del Monte Bianco), con Joseph Simond, Isabella Straton e Emmeline Lewis Lloyd
- 1875 - Punta Isabella (3761 m, Aiguille de Triolet), con Pierre Charlet e Isabella Straton
- 1876 - Prima scalata invernale alla vetta del Monte Bianco, con Isabella Straton, il 31 gennaio
- 1879 - Petit Dru (3733 m, massiccio del Monte Bianco) con Prosper Payot e Frédéric Folliguet, il 29 agosto
- 1881 - Sommità ovest dell'Aiguille d'Argentière (3877 m, massiccio del Monte Bianco), con H. Heiner e L. Wanner
- 1881 - Pointe (o Aiguille) de la Persévérance (2901 m, catena delle Aiguilles Rouges) con Isabella Charlet-Straton[3]
- 1881 - Aiguille de Tête Plate (2944 m, catena delle Aiguilles Rouges) con Albert Brun
- 1881 - Aiguille des Chamois (2902 m, catena delle Aiguilles Rouges)
- 1881 - Aiguille de l'Encrenaz (2890 m, catena delle Aiguilles Rouges)
- 1881 - Aiguille de la Remuaz (2863 m, catena delle Aiguilles Rouges)